# Newton B. Drury
Pour les articles homonymes, voir Drury.
Newton Bishop Drury, né le 9 avril 1889 à San Francisco et mort le 14 décembre 1978 à Berkeley, est le quatrième directeur du National Park Service.